# Râul Găunoșița
Râul Găunoșița este un afluent al râului Găunoasa.  

## Hărți
- Harta județul Brașov
- Harta munții Perșani  Arhivat în 13 iunie 2008, la Wayback Machine.